# Джиро д’Италия 2011
Джиро д’Италия 2011 (итал. Giro d'Italia 2011) — 94-я по счёту супервеломногодневка по дорогам Италии. Она проходила с 7 по 29 мая 2011 года и была приурочена к 150-летию Рисорджименто. Гонка стартовала в Турине, первой столице объединённой Италии, а финиш после двухгодичного перерыва вернулся в Милан, на родину «La Gazzetta dello Sport». Джиро был омрачён гибелью на 3-м этапе Ваутера Вейландта, разбившегося на спуске. Гонку уверенно выиграл Альберто Контадор, ещё в сентябре прошлого года уличённый в применении допинга. В феврале 2012 года он был дисквалифицирован, и титул перешёл Микеле Скарпони.

## Участники
На старт вышли 23 команды, по 9 гонщиков в каждой. Это превышает норматив UCI в не более чем 200 человек в пелотоне, но организаторы Джиро получили специальное разрешение. 18 команд UCI ProTeams получили автоматические приглашения. Заблаговременно получили путёвки также «Androni Giocattoli», лучшая Континентальная команда по итогам итальянских гонок, и «Farnese Vini-Neri», команда действующего чемпиона Италии Джованни Висконти. Оставшиеся 3 путёвки получили итальянская «Acqua & Sapone» и ещё две команды с итальянским капиталом: «Colnago-CSF Inox» и «Geox-TMC». 21 апреля был опубликован предварительный состав участников, в котором не оказалось действующего победителя Ивана Бассо, равно как и лидеров «Рабобанка» и «Леопарда». Причиной стало желание сильнейших гонщиков сконцентрироваться на Тур де Франс, где не собирался выступать доминировавший на французской гонке Альберто Контадор, который и стал главным фаворитом Джиро. По прогнозам, его главными конкурентами должны были стать Денис Меньшов, Винченцо Нибали и Микеле Скарпони. Претендентами на подиум также считались ставший наконец капитаном команды Роман Кройцигер, сокапитан Меньшова Карлос Састре и довольный маршрутом Хоаким Родригес.
| - Acqua & Sapone - AG2R La Mondiale - Androni Giocattoli-C.I.P.I. - Astana - BMC Racing Team - Colnago-CSF Inox - Euskaltel-Euskadi - Farnese Vini-Neri Sottoli | - Garmin-Cervélo - Geox-TMC - HTC-Highroad - Lampre-ISD - Leopard Trek - Liquigas-Cannondale - Omega Pharma-Lotto - Quick Step | - Rabobank - Saxo Bank-SunGard - Team Katusha - Movistar Team - Team RadioShack - Team Sky - Vacansoleil-DCM |

## Маршрут
Маршрут традиционно состоял из 21 этапа, между которыми 2 дня отдыха. Первый этап как обычно стал командной разделкой, последний — индивидуальной, 16-й — как и год назад — разделкой в гору, с подъёмом на 700 метров за 11 километров. Маршрут считается самым сложным за последние годы из-за большего количества гор. Из других государств на этот раз в маршрут включена Австрия.
| Этап | Дата   | Маршрут                         | Дистанция Километры | Тип этапа     | Тип этапа          | Категория сложности | Победитель         |
| ---- | ------ | ------------------------------- | ------------------- | ------------- | ------------------ | ------------------- | ------------------ |
| 1    | 7 мая  | Турин — Турин                   | 19,3                |               | Командная разделка |                     | HTC-Highroad       |
| 2    | 8 мая  | Альба — Парма                   | 244                 |               | Равнинный          |                     | Алессандро Петакки |
| 3    | 9 мая  | Реджо-нель-Эмилия — Рапалло     | 173                 |               | Равнинный          |                     | Анхель Висьосо     |
| 4    | 10 мая | Генуя — Ливорно                 | 216                 |               | Равнинный          |                     | этап памяти        |
| 5    | 11 мая | Пьомбино — Орвието              | 191                 |               | Холмистый          |                     | Питер Венинг       |
| 6    | 12 мая | Орвието — Фьюджи                | 216                 |               | Холмистый          |                     | Франсиско Вентосо  |
| 7    | 13 мая | Маддалони — Монтеверджине       | 110                 |               | Горный             |                     | Барт Де Клерк      |
| 8    | 14 мая | Сапри — Тропея                  | 217                 |               | Равнинный          |                     | Оскар Гатто        |
| 9    | 15 мая | Мессина — Этна                  | 169                 |               | Горный             |                     | Альберто Контадор  |
|      | 16 мая | День отдыха                     | День отдыха         | День отдыха   | День отдыха        | День отдыха         | День отдыха        |
| 10   | 17 мая | Термоли — Терамо                | 159                 |               | Равнинный          |                     | Марк Кавендиш      |
| 11   | 18 мая | Торторето — Кастельфидардо      | 142                 |               | Холмистый          |                     | Джон Гадре         |
| 12   | 19 мая | Кастельфидардо — Равенна        | 184                 |               | Равнинный          |                     | Марк Кавендиш      |
| 13   | 20 мая | Спилимберго — Гросглокнер       | 167                 |               | Горный             |                     | Хосе Рухано        |
| 14   | 21 мая | Лиенц — Монте Дзонколан         | 170                 |               | Горный             |                     | Игор Антон         |
| 15   | 22 мая | Конельяно — Валь-ди-Фасса       | 229                 |               | Горный             |                     | Микель Ниеве       |
|      | 23 мая | День отдыха 2                   | День отдыха 2       | День отдыха 2 | День отдыха 2      | День отдыха 2       | День отдыха 2      |
| 16   | 24 мая | Беллуно — Невегаль              | 12,7                |               | Разделка           |                     | Альберто Контадор  |
| 17   | 25 мая | Фельтре — Тирано                | 230                 |               | Холмистый          |                     | Диего Улисси       |
| 18   | 26 мая | Морбеньо — Сан-Пеллегрино-Терме | 151                 |               | Холмистый          |                     | Эрос Капекки       |
| 19   | 27 мая | Бергамо — Макуньяга             | 209                 |               | Горный             |                     | Паоло Тиралонго    |
| 20   | 28 мая | Вербания — Сестриере            | 242                 |               | Горный             |                     | Василий Кириенко   |
| 21   | 29 мая | Милан — Милан                   | 26                  |               | Разделка           |                     | Дэвид Миллар       |

## Обзор гонки

### 1-й этап
Командную разделку выиграла «HTC-Highroad», к радости местных болельщиков давшая Марко Пинотти первому пересечь финишную черту.

### 2-й этап

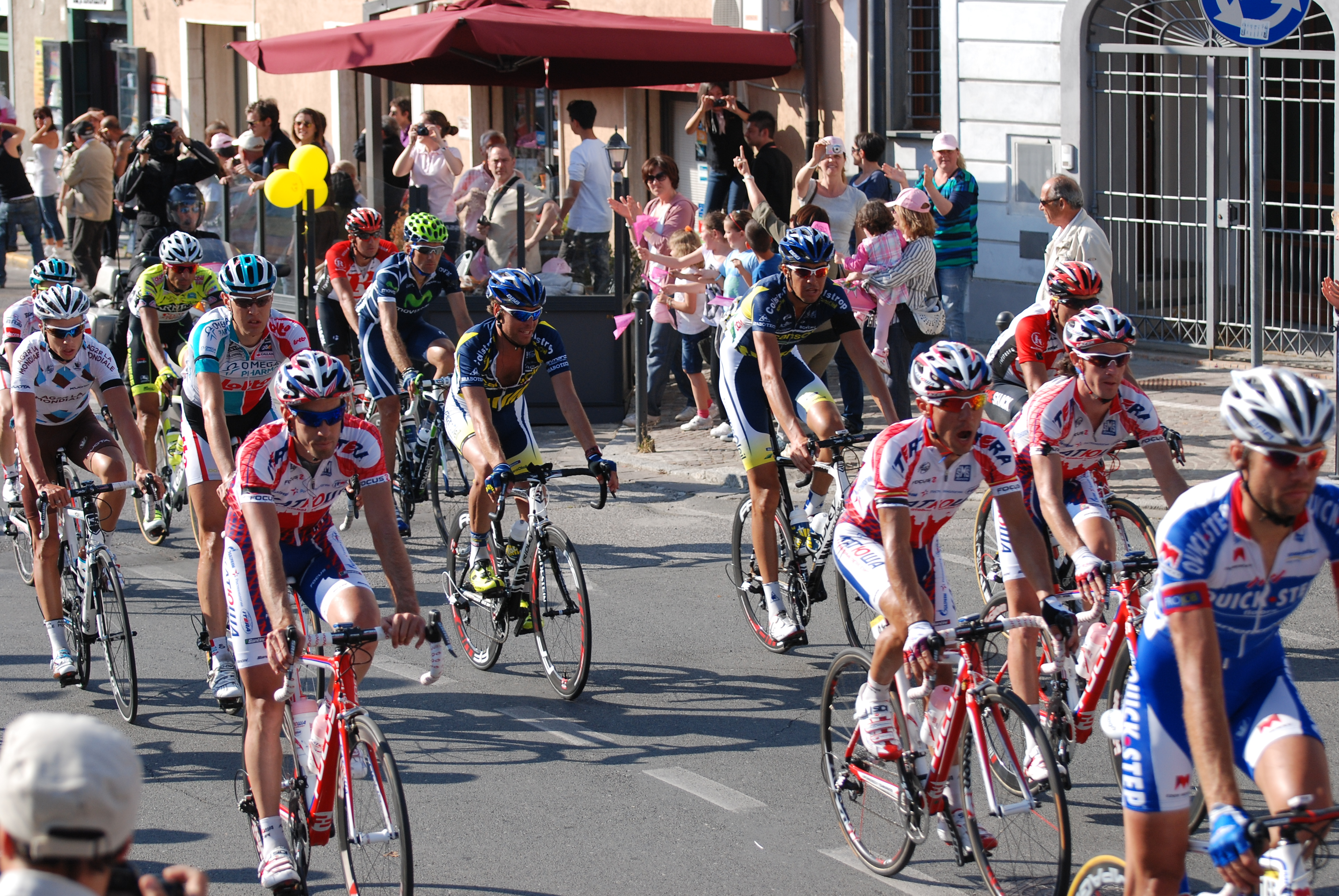
Пелотон в Пизе

Второй этап венчался групповым спринтом, где Алессандро Петакки на несколько сантиметров опередил Марка Кавендиша. Возмущённый маневрированием победителя на финише британец отобрал розовую майку у своего грегари.

### 3-й этап
На последней горе этапа от пелотона уехала группа гонщиков, разыгравшая на финише победу. Выигравший этап Анхель Висьосо и возглавивший общий зачёт Дэвид Миллар только после финиша узнали о трагедии, затмившей итоги этапа. Миллионы телезрителей наблюдали, как у упавшего на спуске Ваутера Вейландта хлестала из носа кровь, а медики разрывали майку, чтобы сделать потерявшему сознание гонщику массаж сердца. Врачи констатировали смерть из-за пробитого при падении черепа, от чего не защитил и шлем. Церемония награждения по итогам этапа была отменена, а на следующий день состоялся этап памяти.

### 4-й этап

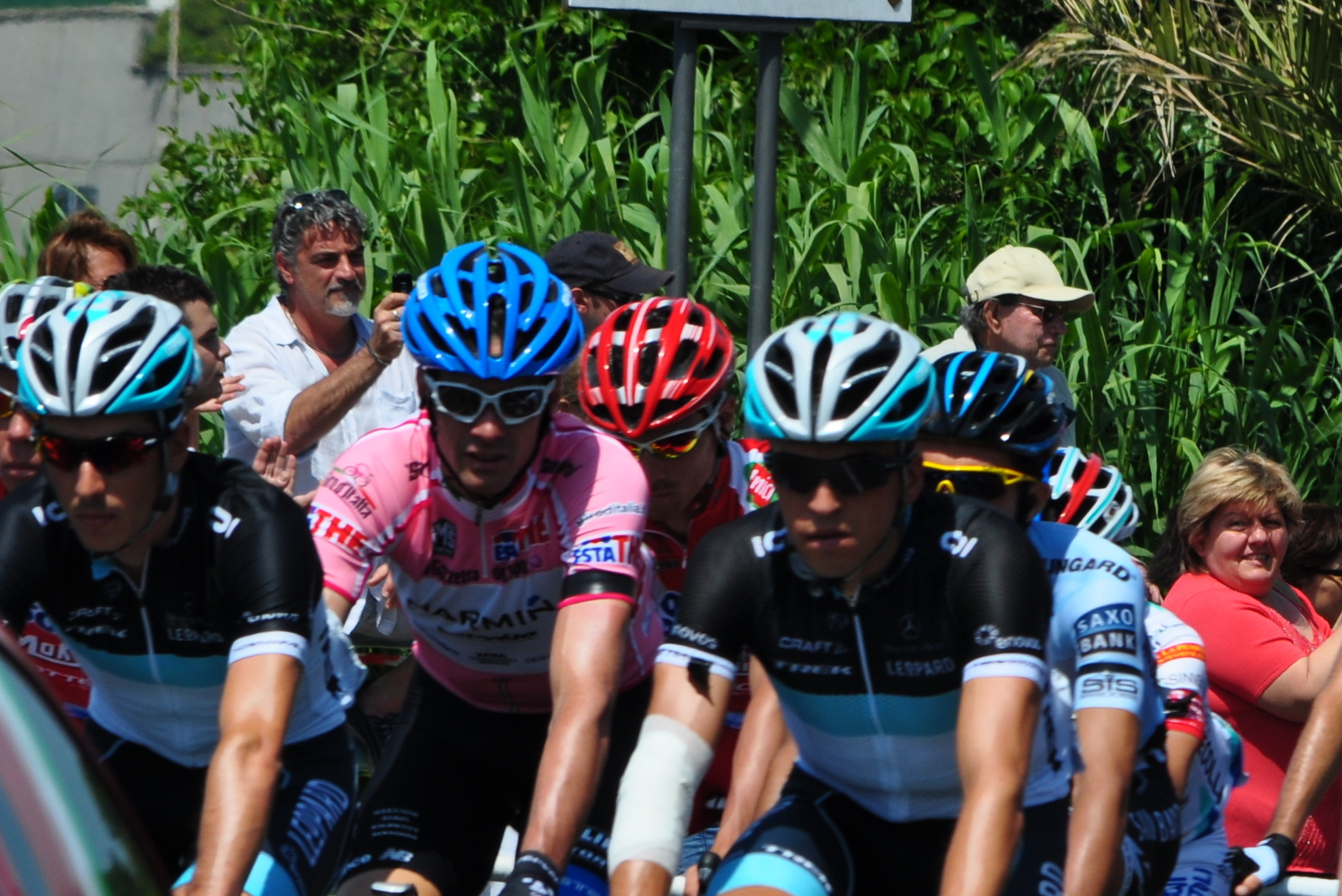
Дэвид Миллар в розовой майке на старте мемориального 4-го этапа позади партнёров погибшего Вейландта по «Leopard Trek»

В невысоком темпе каждая команда по очереди возглавляла пелотон, а в конце «Leopard Trek» и близкий друг Вейландта Тайлер Фаррар в одну линию пересекли финишную черту впереди пелотона. Фаррар и «Leopard Trek» после этапа приняли решение покинуть гонку.

### 5-й этап
На 5-м этапе победу одержал голландец Питер Венинг из Rabobank, уехав в отрыв незадолго до финиша, и взял розовую майку. Второе место занял колумбиец Фабио Дуарте из Geox-TMC, третьим стал Хосе Серпа из Androni Giocattoli. Обладатель розовой майки Дэвид Миллар из-за многочисленных падений уступил первое место в общем зачете победителю этапа. Бо́льшую часть гонки в отрыве ехал 25-летний швейцарец Мартин Колер, выигравший 2 горных финиша и набравший 10 очков в зачет горного короля, возглавив его.

### 6-й этап
Финишный спринт у Алессандро Петакки выиграл испанец Франсиско Вентосо из Movistar Team. Петакки бросил борьбу на последних метрах, но, финишировав вторым, укрепил свою первую позицию в зачете самого активного гонщика. Спринтер «Катюши» Даниэле ди Лука предпринял рывок перед финишем, но не рассчитал силы, финишировав четвертым. Украинец из Team RadioShack Ярослав Попович долгое время ехал в отрыве, но за 10 км до финиша пелотон ликвидировал отставание. Лидерство в общем зачете сохранил Питер Венинг.

### 7-й этап
Этап неожиданно выиграл дебютант Джиро Барт де Клерк, чей отрыв прозевала основная группа. У бельгийца из Omega Pharma-Lotto это первая победа в карьере. Вторым финишировал Микеле Скарпони, третьим стал Роман Кройцигер из команды Astana. Константин Сивцов стал 14-м, лучший результат среди россиян показал Денис Меньшов — 17-я позиция. Питер Венинг сохранил розовую майку

### 8-й этап
Победителем стал итальянец Оскар Гатто (Farnese Vini-Neri), который опередил на финише Альберто Контадора, бо́льшую часть этапа в отрыве ехали Леонардо Джордани и Мирко Сельваджи, но за 7 км до финиша их настиг пелотон. Третьим стал Алессандро Петакки

### 9-й этап
На важном девятом этапе победу праздновал фаворит Джиро испанец Альберто Контадор, оторвавшись на последних километрах. Тем самым капитан Saxo Bank возглавил общий зачет. Вторым стал венесуэлец Хосе Рухано (Androni Giocattoli), третьим итальянец Стефано Гарцелли (Acqua & Sapone)

### 10-й этап
Победу одержал капитан HTC-Highroad Марк Кавендиш, выиграв борьбу с Алессандро Петакки, который финишировал третьим, пропустив вперед Франсиско Вентосо из Movistar Team. Альберто Контадор сохранил лидерство в общем зачете

### 11-й этап
На 11-м этапе победу одержал французский гонщик команды AG2R Джон Гадре. Вторым финишировал капитан «Катюши» Хоаким Родригес, третье место занял чемпион Италии Джованни Висконти из Farnese Vini.

### 12-й этап
12-й этап был последним равнинным этапом Джиро. Его судьба решилась на последних километрах в борьбе сильнейших спринтеров. Благодаря слаженной работе команды HTC-Highroad свою вторую победу на гонке одержал Марк Кавендиш, опередивший своих итальянских конкурентов — Давиде Аполлонио из Team Sky и Алессандро Петакки. После завершения этапа Кавендиш, Петакки и еще ряд сильных спринтеров завершили своё выступление на Джиро.

### 13-й этап
На 13-м этапе гонщики впервые в этой гонке оказались в Альпах. Финиш этапа находился на перевале Гросглокнер, находящемся на высоте 2137 м. На последнем подъеме предпринял атаку лидер гонки — испанец Альберто Контадор. Поддержать темп испанца смог лишь венесуэлец Хосе Рухано. На финиш Рухано и Контадор пришли дуэтом и венесуэлец первым пересек финишную черту. Третьим на финише этапа стал победитель 11-го этапа Джон Гадре.

### 14-й этап
14-й этап прошел по укороченной программе — из соображений безопасности был убран подъем и последующий спуск с Монте Кростис. Судьба гонки решилась на легендарном финишном подъёме Монте Дзонколан. За 5,6 км до финишной черты сольную атаку предпринял лидер команды Euskaltel-Euskadi Игор Антон. По ходу подъёма он только наращивал своё преимущество и прибыл на финиш на полминуты раньше конкурентов, став третьим покорителем Дзонколана после Джильберто Симони и Ивана Бассо. Альберто Контадор вновь пересек финишную черту вторым, а действующий победитель Вуэльты Винченцо Нибали стал третьим. Лучший результат среди россиян показал Денис Меньшов — 5-я позиция.

### 15-й этап
Королевский горный этап, проходивший в Доломитовых Альпах выиграл представитель команды Euskaltel-Euskadi Микель Ниеве, проехавший большую часть этапа в отрыве. На последнем подъёме баск догнал оторвавшегося Стефано Гарцелли и одержал свою вторую профессиональную победу. Вторым с полутораминутным отставанием стал Гарцелли, который благодаря победе на высочайшей горе гонки — Пассо Джау возглавил горный зачет. Дополнил тройку сильнейших лидер гонки — испанец Альберто Контадор.

### 16-й этап
Лидер Джиро — Альберто Контадор в уверенном стиле выиграл индивидуальную горную гонку с раздельным стартом, преодолев 12,7 км на 34 секунды быстрее чем лучший из соперников — Винченцо Нибали. Третьим стал еще один итальянец — Микеле Скарпони, уступивший Нибали 4 секунды, но сохранивший второе место в общем зачёте гонки. Свою победу Альберто Контадор посвятил памяти испанского велогонщика Хавьера Тондо, который погиб днем ранее.

### 17-й этап
Победу разыграл отрыв. Первым пересек финишную черту итальянец Джованни Висконти, но судьи отдали победу его соотечественнику Диего Улисси, финишировавшему вторым, так как Висконти толкал Улисси руками. Россиянин из «Катюши» Эдуард Ворганов занял 6-е место

### 18-й этап

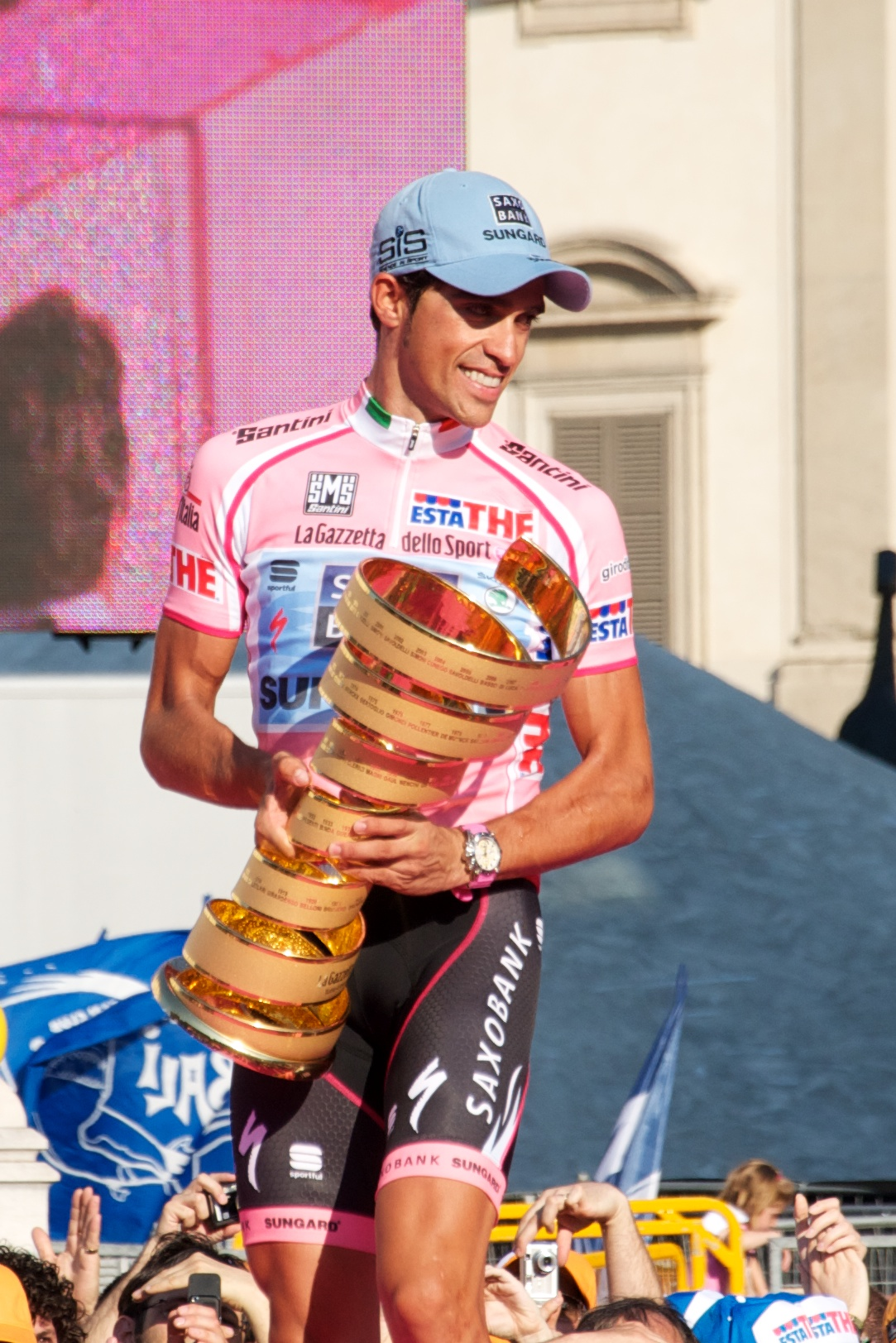
Контадор с кубком победителя

Еще одной победой из отрыва завершился 18-й этап Джиро. На финишной прямой победу у своих коллег по отрыву вырвал молодой итальянец из Liquigas-Cannondale Эрос Капекки, вторым стал чемпион Италии в гонке с раздельным стартом Марко Пинотти, а третьим пересёк финишную черту бельгиец Кевин Зельдреерс.

### 19-й этап
Благодаря помощи экс-партнера по команде — испанца Альберто Контадора 19-й этап выиграл представитель команды Astana Паоло Тиралонго, одержавший свою первую победу в карьере. Большую часть финишной горы Тиралонго провел в отрыве, но на последнем километре его догнал лидер гонки, который на последних метрах дистанции его великодушно пропустил. Третьим на этапе стал бронзовый призер прошлогодней Джиро — Винченцо Нибали.

### 20-й этап
Белорусский гонщик испанской команды Movistar Team Василий Кириенко выиграл последний горный этап благодаря успешной атаке из группы отрыва на подъёме Колле делле Финестре. На финишной черте Кириенко поднял руки вверх, посвящая победу своему погибшему товарищу по команде — Хавьеру Тондо. Вторым на этом этапе стал венесуэлец Хосе Рухано, не давший себя догнать лидеру российской команды Team Katusha Хоакиму Родригесу.

### 21-й этап
Гонка с раздельным стартом в Милане была сокращена на 5 км из-за выборов. Победителем стал британец Дэвид Миллар (Garmin-Cervélo). Вторым стал датчанин Алекс Расмуссен из HTC-Highroad, лидировавший на большей части дистанции, но проигравший из-за прокола заднего колеса на последних километрах. Дополнил тройку сильнейших новоиспеченный победитель Джиро — Альберто Контадор.

## Лидеры классификаций
| Этап | Победитель         | Генеральная классификация · | Спринтерская классификация · | Горная классификация · | Лучший молодой гонщик · |
| ---- | ------------------ | --------------------------- | ---------------------------- | ---------------------- | ----------------------- |
| 1    | HTC-Highroad       | Марко Пинотти               | нет                          | нет                    | Бьорн Селандер          |
| 2    | Алессандро Петакки | Марк Кавендиш               | Алессандро Петакки           | Себастьян Ланг         | Бьорн Селандер          |
| 3    | Анхель Висьосо     | Дэвид Миллар                | Алессандро Петакки           | Джанлука Брамбилла     | Ян Бакелантс            |
| 4    | этап памяти        | Дэвид Миллар                | Алессандро Петакки           | Джанлука Брамбилла     | Ян Бакелантс            |
| 5    | Питер Венинг       | Питер Венинг                | Алессандро Петакки           | Мартин Колер           | Стевен Крёйсвейк        |
| 6    | Франсиско Вентосо  | Питер Венинг                | Алессандро Петакки           | Мартин Колер           | Стевен Крёйсвейк        |
| 7    | Барт де Клерк      | Питер Венинг                | Алессандро Петакки           | Барт де Клерк          | Стевен Крёйсвейк        |
| 8    | Оскар Гатто        | Питер Венинг                | Алессандро Петакки           | Барт де Клерк          | Стевен Крёйсвейк        |
| 9    | Альберто Контадор  | Альберто Контадор           | Альберто Контадор            | Филиппо Савини         | Роман Кройцигер         |
| 10   | Марк Кавендиш      | Альберто Контадор           | Алессандро Петакки           | Филиппо Савини         | Роман Кройцигер         |
| 11   | Джон Гадре         | Альберто Контадор           | Алессандро Петакки           | Филиппо Савини         | Роман Кройцигер         |
| 12   | Марк Кавендиш      | Альберто Контадор           | Алессандро Петакки           | Филиппо Савини         | Роман Кройцигер         |
| 13   | Хосе Рухано        | Альберто Контадор           | Альберто Контадор            | Альберто Контадор      | Роман Кройцигер         |
| 14   | Игор Антон         | Альберто Контадор           | Альберто Контадор            | Альберто Контадор      | Роман Кройцигер         |
| 15   | Микель Ниеве       | Альберто Контадор           | Альберто Контадор            | Стефано Гарцели        | Роман Кройцигер         |
| 16   | Альберто Контадор  | Альберто Контадор           | Альберто Контадор            | Стефано Гарцели        | Роман Кройцигер         |
| 17   | Диего Улисси       | Альберто Контадор           | Альберто Контадор            | Стефано Гарцели        | Роман Кройцигер         |
| 18   | Эрос Капекки       | Альберто Контадор           | Альберто Контадор            | Стефано Гарцели        | Роман Кройцигер         |
| 19   | Паоло Тиралонго    | Альберто Контадор           | Альберто Контадор            | Стефано Гарцели        | Роман Кройцигер         |
| 20   | Василий Кириенко   | Альберто Контадор           | Альберто Контадор            | Стефано Гарцели        | Роман Кройцигер         |
| 21   | Дэвид Миллар       | Альберто Контадор           | Альберто Контадор            | Стефано Гарцели        | Роман Кройцигер         |
| Итог | Итог               | Альберто Контадор           | Альберто Контадор            | Стефано Гарцели        | Роман Кройцигер         |

## Итоговое положение
| Легенда       | Легенда                               | Легенда        | Легенда                         |
| ------------- | ------------------------------------- | -------------- | ------------------------------- |
| A pink jersey | Победитель генеральной классификации  | A green jersey | Победитель горной классификации |
| A reg jersey  | Победитель спринтерской классификации | A white jersey | Лучший молодой гонщик           |

|    | Гонщик            | Команда             | Время    |
| -- | ----------------- | ------------------- | -------- |
| 1  | Альберто Контадор | Saxo Bank-SunGard   | 84:05:14 |
| 2  | Микеле Скарпони   | Lampre-ISD          | + 6:10   |
| 3  | Винченцо Нибали   | Liquigas-Cannondale | + 6:56   |
| 4  | Джон Гадре        | AG2R La Mondiale    | + 10:04  |
| 5  | Хоакин Родригес   | Team Katusha        | + 11:05  |
| 6  | Роман Кройцигер   | Astana              | + 11:28  |
| 7  | Хосе Рухано       | Androni Giocattoli  | + 12:12  |
| 8  | Денис Меньшов     | Geox-TMC            | + 12:18  |
| 9  | Стевен Крёйсвейк  | Rabobank            | + 13:51  |
| 10 | Константин Сивцов | HTC-Highroad        | + 14:10  |

|    | Гонщик             | Команда             | Очки |
| -- | ------------------ | ------------------- | ---- |
| 1  | Стефано Гарцелли   | Acqua & Sapone      | 67   |
| 2  | Альберто Контадор  | Saxo Bank-SunGard   | 58   |
| 3  | Хосе Рухано        | Androni Giocattoli  | 43   |
| 4  | Микель Ниеве       | Euskaltel-Euskadi   | 39   |
| 5  | Джанлука Брамбилла | Colnago-CSF Inox    | 29   |
| 6  | Василий Кириенко   | Movistar Team       | 24   |
| 7  | Эмануэле Селла     | Androni Giocattoli  | 23   |
| 7  | Микеле Скарпони    | Lampre-ISD          | 23   |
| 9  | Винченцо Нибали    | Liquigas-Cannondale | 22   |
| 10 | Джонни Хогерланд   | Vacansoleil-DCM     | 21   |

|    | Гонщик            | Команда             | Очки |
| -- | ----------------- | ------------------- | ---- |
| 1  | Альберто Контадор | Saxo Bank-SunGard   | 202  |
| 2  | Микеле Скарпони   | Lampre-ISD          | 122  |
| 3  | Винченцо Нибали   | Liquigas-Cannondale | 121  |
| 4  | Хосе Рухано       | Androni Giocattoli  | 107  |
| 5  | Джон Гадре        | AG2R La Mondiale    | 97   |
| 6  | Хоакин Родригес   | Team Katusha        | 87   |
| 7  | Роман Кройцигер   | Astana              | 85   |
| 8  | Стефано Гарцелли  | Acqua & Sapone      | 81   |
| 9  | Роберто Феррари   | Androni Giocattoli  | 70   |
| 10 | Пабло Ластрас     | Movistar Team       | 66   |

|    | Гонщик             | Команда            | Время     |
| -- | ------------------ | ------------------ | --------- |
| 1  | Роман Кройцигер    | Astana             | 84:16:42  |
| 2  | Стевен Крёйсвейк   | Rabobank           | + 2:23    |
| 3  | Питер Штетина      | Garmin-Cervélo     | + 38:41   |
| 4  | Ян Бакелантс       | Omega Pharma-Lotto | + 43:39   |
| 5  | Барт де Клерк      | Omega Pharma-Lotto | + 52:57   |
| 6  | Кайетано Сармьенто | Astana             | + 1:06:01 |
| 7  | Марсель Висс       | Geox-TMC           | + 1:07:16 |
| 8  | Диего Улисси       | Lampre-ISD         | + 1:20:14 |
| 9  | Роберт Кишерловски | Astana             | + 1:22:10 |
| 10 | Кевин Селдрайерс   | Quick Step         | + 1:42:22 |

|    | Команда            | Время     |
| -- | ------------------ | --------- |
| 1  | Astana             | 252:44:52 |
| 2  | Movistar Team      | + 10:00   |
| 3  | AG2R La Mondiale   | + 11:23   |
| 4  | Team Katusha       | + 24:46   |
| 5  | Geox-TMC           | + 38:41   |
| 6  | Saxo Bank-SunGard  | + 45:23   |
| 7  | Omega Pharma-Lotto | + 1:07:35 |
| 8  | Acqua & Sapone     | + 1:07:57 |
| 9  | Euskaltel-Euskadi  | + 1:20:35 |
| 10 | Lampre-ISD         | + 1:24:01 |

|    | Команда             | Очки |
| -- | ------------------- | ---- |
| 1  | Lampre-ISD          | 338  |
| 2  | Androni Giocattoli  | 299  |
| 3  | AG2R La Mondiale    | 298  |
| 4  | Movistar Team       | 285  |
| 5  | Astana              | 269  |
| 6  | Saxo Bank-SunGard   | 277  |
| 7  | Astana              | 242  |
| 8  | Liquigas-Cannondale | 239  |
| 9  | Team Katusha        | 202  |
| 10 | Garmin-Cervélo      | 194  |